# Famille de Theux
 (janvier 2021).
Pour les articles homonymes, voir Theux (homonymie).
La famille de Theux de Meylandt et Montjardin est une famille de la noblesse belge, reconnue noble de temps immémoriaux en 1703 par l'empereur Léopold Ier.

## Histoire
En 1703, l'empereur Léopold Ier accorda à Arnold-Léon de Theux, docteur en droit, le titre de chevalier, transférable à tous les descendants masculins.
Jacques de Theux de Meylandt (Liège, 9 juin 1754 - Heusden, 6 juillet 1825) fut reconnu en 1822, sous le royaume uni des Pays-Bas, dans la noblesse héréditaire avec le titre de chevalier, transférable à tous les descendants masculins. Il épousa Marie-Antoinette van Wezeren (1767-1842) en 1785. Ils ont eu deux filles et trois fils.
Jacques Marie Joseph Xavier de Theux de Meylandt et Montjardin (Saint-Trond, 11 mars 1792 - Heusden, 17 septembre 1838) appartenait à la garde d'honneur de l'empereur sous l'Empire français. Il devient commandant en chef de la garde civile du canton de Beringen. Il épouse Justine Cordier dite de Lobbes (1811-1885) en 1832.
Joseph de Theux (1835-1868), docteur en droit, était historien. Il est mort célibataire, après avoir écrit La seigneurie de Montjardin et la porallée.

Son frère, Xavier de Theux de Meylandt et Montjardin (1838-1896) épousa Eugénie de Thysebaert (1844-1902). Il était docteur en droit, président fondateur de l'Association des bibliophiles de Liège et de l'Association des bibliophiles de Belgique et directeur de la Bibliothèque royale de Belgique. Le couple a eu quinze enfants dont descendent tous les porteurs du nom actuels.

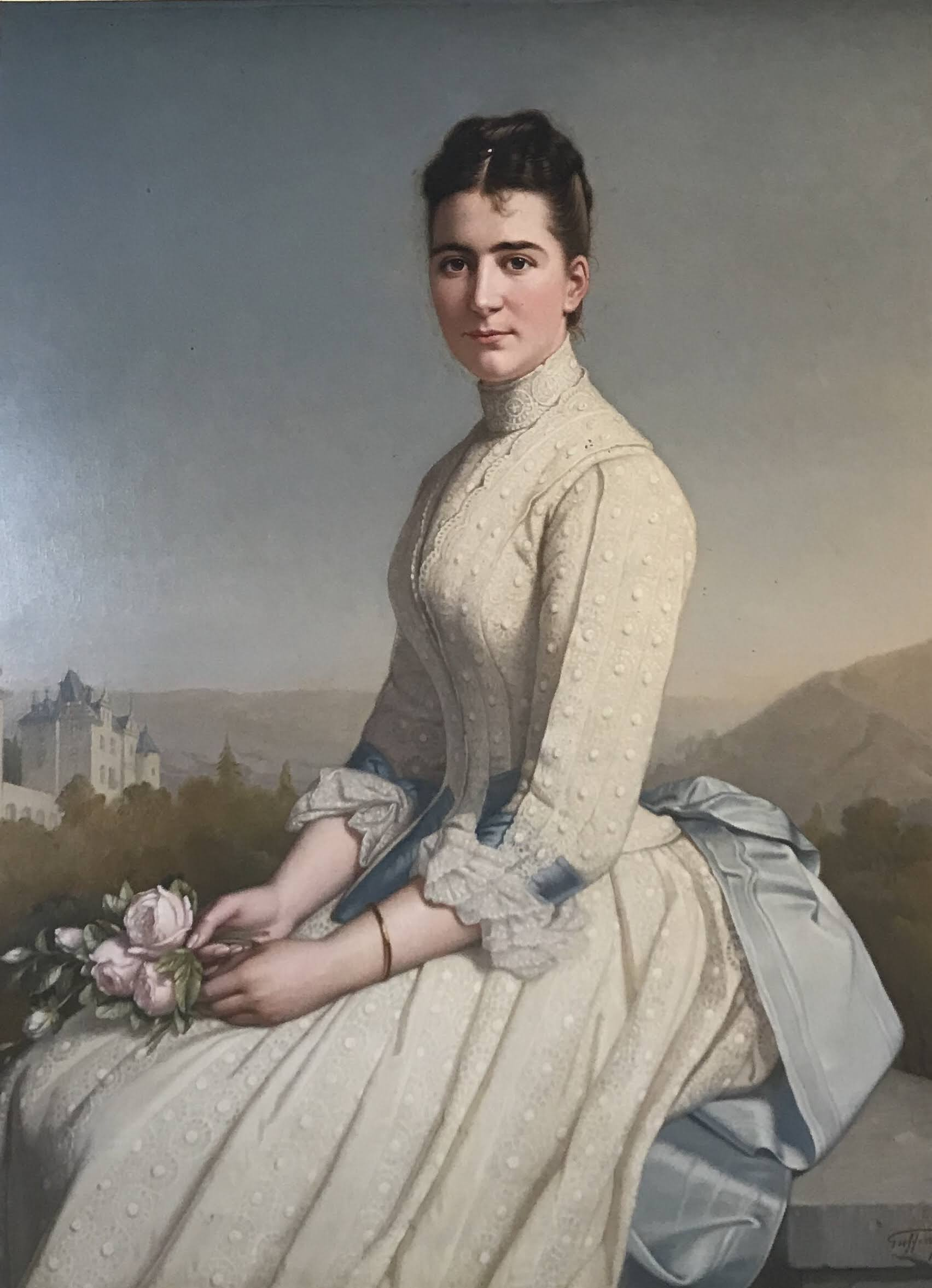
Marie de Theux par Godfried Guffens en 1889.

Marie, leur fille aînée ainsi que sa sœur Louise prirent le voile.
Les cinq autres s'allièrent avec les familles nobles d'Oultremont, de Broqueville, de Marnix de Sainte Aldegonde, de Sélys Longchamps et Leblanc de Chanéac. Six des huit fils ont eu descendance. Quatre d'entre eux sont les aïeux des porteurs actuels du nom.
Barthélémy de Theux de Meylandt (Saint-Trond, 24 avril 1794 - Heusden, 21 août 1874), docteur en droit, fut membre du Congrès national et devint l'un des hommes d'État belges les plus importants au XIXe siècle. Il épousa Aline du Parc (1822-1881). Ils eurent cinq enfants dont quatre filles noblement alliées; leur fils Albert, qui avait épousé Marie Goffinet décéda sans descendance.

## Lettres patentes
- Vienne, 30 juin 1703, Léopold Ier, Empereur du Saint-Empire:
Concession motu proprio du titre héréditaire de « chevalier du Saint-Empire » et quatre quartier de noblesse pour Arnold-Léon de Theux, docteur de droit.
Le diplôme a été enregistré auprès du Conseil secret de la principauté de Liège.
- Het Loo, 20 mai 1822, Guillaume Ier, roi des Pays-Bas:
Reconnaissance de noblesse et du titre de « chevalier », transmissible à tous les descendants, à Joseph-Mathieu de Theux de Meylandt et de Montjardin.
Inscrit sous ce nom dans l’ordre équestre de Liège.
- Bruxelles, 18 mars 1840, Léopold Ier, Roi des Belges:
Concession du titre de « comte », transmissible à tous les descendants mâles, à son fils puiné, Barthélémy-Théodore de Theux de Meylandt, ministre d'État et des affaires intérieures.

### Héraldique
- 1840 : Parti, au premier de gueules, à la croix contrebretessée d'argent, au deuxième d'argent, à trois bandes de sinople, chargées d'un lion passant d'or. │ L'écu surmonté de la couronne de comte, sommée d'un heaume d'argent, grillé, liseré et couronné d'or, fourré de gueules, aux hachemens à dextre de gueules et d'argent, à senestre d'argent et de sinople. Cimier: deux lions d'or affrontés. Supports: deux lions d'or, tenant une bannière à dextre aux armes de la première et à senestre de la seconde partition de l'écu.

## Généalogie
- Arnold-Léon, chevalier de Theux
- Jacques 1er, chevalier de Theux, seigneur de Montjardin-sur-Amblève et de Meylandt, avocat du manoir d'Aywalle-Remouchamps, x Isabelle de Mewen
  - Jacques 2 de Theux
    - Xavier 1er chevalier de Theux de Meylandt et Montjardin (1792-1838)
      - Xavier 2 chevalier de Theux de Meylandt et Montjardin (1838-1896)

    - Barthélémy-Théodore, comte de Theux de Meylandt

### Alliances nobles
- Goffinet(1888), de Liedekerke (1891), d’Oultremont (1899), de Potesta (1891), de Broqueville (1894), de Marnix de Sainte-Aldegnonde, de Crombrugghe de Looringhe (1902), de Sélys Longchamps (1905), de Harlez de Deulin (1909), de Doethinhem (1920), de Moffarts (1939), Cornet de Ways-Ruart (1937), d’Ursel (1927), van Eyll (1933), de Lamberts de Cortenbach (1929), du Sart de Bouland (1937) , Mincé du Fontbaré de Fumal (1955), Cogels (1959) de Wasseige (1960), della Faille de Leverghem (1943), d'Hoffschmidt (1961), de Schorlemer (1987), de Ghellinck d'Elseghem Vaernewyck (1964), de Meeûs d'Argenteuil de Trannoy (1996)